# Margrethe Vestager
Margrethe Vestager (13 de abril de 1968) é uma política dinamarquesa, que atualmente é Comissária Europeia para a Concorrência. Foi membro do Parlamento (Folketing) a partir de 20 de novembro de 2001 a 2 de setembro de 2014, representando o Partido Social Liberal Dinamarquês (Radikale Venstre). Foi a líder política do seu partido, de 2007 a 2014, e serviu como ministra da Economia e do Interior, de 2011 a 2014. Ela tem sido descrita como "a trustbuster mais poderosa do mundo rico."

## Carreira

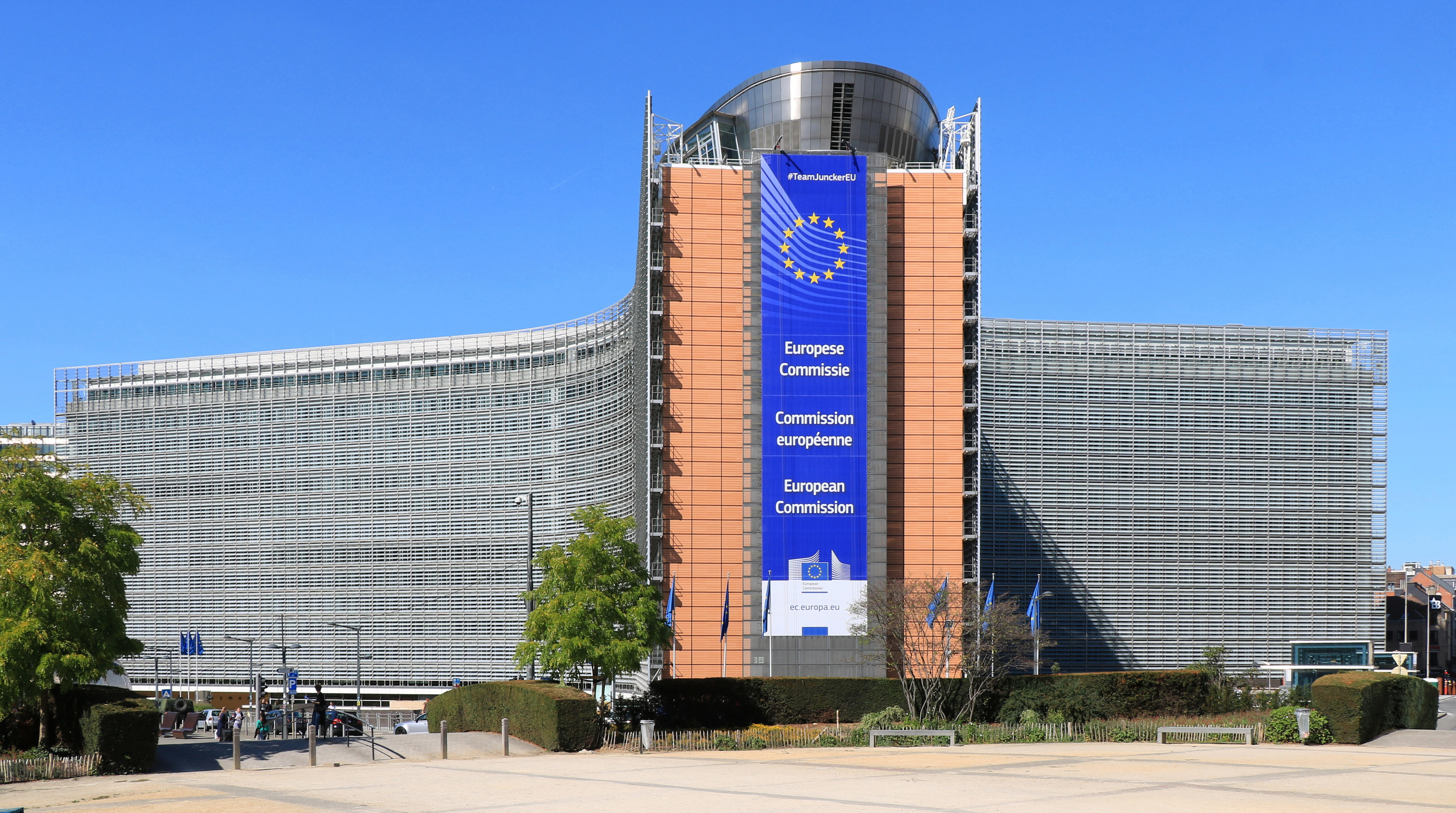
Sede da Comissão Europeia em Bruxelas (Edifício Berlaymont).

Formada em economia, foi ministra e vice-primeira-ministra de Helle Thorning-Schmidt. Em 2007 foi líder de um partido em crise, Partido Social Liberal Dinamarquês e, em quatro anos, conseguiu levá-lo a fazer parte de uma coligação de governo na Dinamarca.
Desde 2014 é Comissária Europeia para a Concorrência. Uma das suas decisões mais polémicas foi, no verão de 2016, a exigência à Apple o pagamento de 13 mil milhões de euros em impostos não cobrados na Irlanda.
O Presidente dos Estados Unidos, Donald Trump, caracterizou-a como alguém que "odeia verdadeiramente os Estados Unidos .". Esta reputação de Vestager assenta numa longa lista de acusações lideradas por si: além de obrigar a Apple a pagar 13 mil milhões de euros em impostos, multou a Google em mais de 8 mil milhões de euros devido a violações antimonopolio, exigiu pagamentos de impostos à Starbucks, obrigou a Visa e Mastercard a cortarem 40% das suas taxas e está a analisar a possibilidade de a Amazon.com dar à sua mercadoria vantagens injustas. Vestager tem também actuado contra instituições não-Americanas, como a Gazprom da Rússia e a fusão prevista na área da ferrovia da Siemens (Alemanha) com a Alstom (França).

## Vida pessoal
O marido de Vestager é um professor de ginásio e filosofia. Eles têm três filhas, Maria, Rebecca, e Ella. A sua filha esteve em preparação para entrar na universidade de medicina em 2016. Vestager, serviu como inspiração para a personagem principal de Borgen, que tenta conciliar a vida familiar e política.